# Koło (Warszawa)
Koło – zespół osiedli i obszar Miejskiego Systemu Informacji w dzielnicy Wola w Warszawie.

## Położenie
Według MSI granice Koła wyznaczają: granica Woli z dzielnicą Żoliborz, zachodnia granica Lasku na Kole, linia kolejowa nr 20 i ul. Górczewska.
Na obszarze Koła wyodrębnione jest osiedle Moczydło, a zachodni fragment Koła to historycznie Ulrychów.

## Historia
Historia Koła związana jest z wolnymi elekcjami. Nazwa pochodzi od Koła Rycerskiego, tj. terenu przy starym trakcie do Sochaczewa, gdzie stawało zgromadzenie posłów ziemskich.
W okresie międzywojennym na Kole zbudowano osiedla mieszkaniowe Towarzystwa Osiedli Robotniczych i Banku Gospodarstwa Krajowego. Po II wojnie światowej powstało tam kolejne pięć osiedli.
W 1948 Koło odwiedził Pablo Picasso, który w jednym z mieszkań znajdujących się w nowo budowanym bloku mieszkalnym narysował wizerunek Syrenki.